# 張泰山

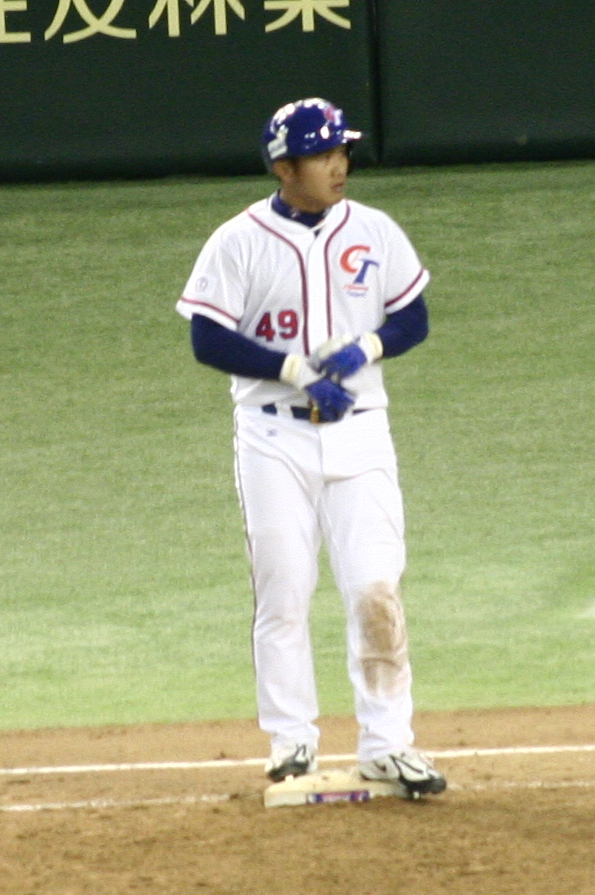
2006年WBCでの張泰山

張 泰山（ジャン・タイシャン、アミ族名: Ati Masaw（アディ・マシャオ）、 1976年10月31日 - ）は、台湾（中華民国）の台東県出身の元プロ野球選手（内野手）。右投げ右打ち。愛称はターザン。リーグで最初に2000安打を達成するなど、CPBLにて数々の功績を残し、「台湾の至宝」とも称される。

## 経歴

### CPBL時代
台湾体育学院を卒業後、1995年にCPBLの味全ドラゴンズに練習生として入団。翌年に正式に選手登録され主軸打者として活躍し、新人王に輝く。
1997年から1999年までの3年連続優勝に貢献するものの、味全の解散により、2000年に興農ブルズに移籍。
2004年アテネオリンピックの野球チャイニーズタイペイ代表に選出された。2005年のアジアシリーズにも出場している。
2006年開幕前の3月に開催された第1回ワールド・ベースボール・クラシック(WBC)のチャイニーズタイペイ代表に選出された。同大会では阪神タイガースの林威助に4番を譲るも、5番・指名打者として出場した。ドーハアジア競技大会の野球チャイニーズタイペイ代表に選出された。同大会では優勝を果たした。
2008年北京オリンピックにも野球チャイニーズタイペイ代表で選出されたが、WADAによるドーピング検査で陽性反応が出た。そのため北京オリンピック本選の試合に出場できず、チャイニーズタイペイの予選ラウンド敗退の一因として挙げられたりもした。本人は、陽性反応は服用している不妊治療剤が原因だとして、競技力向上のため故意でドーピングをしたのではないと主張したが受けられず、オリンピック後、IBAFから1年間の国際大会出場禁止の処分を受けた。
2010年11月に開催された広州アジア競技大会の野球チャイニーズタイペイ代表に選出された。同大会では準優勝を果たした。
2011年、統一セブンイレブン・ライオンズに移籍。
2013年8月9日の対兄弟エレファンツ戦の9回にこの日2本目の安打を放ち、台湾球界初となる通算2000本安打を達成した。

### 日本独立リーグ時代
2016年1月22日に四国アイランドリーグplusの徳島インディゴソックスへの入団が発表された。張は統一からのコーチ就任要請を断り、以前統一の監督だった中島輝士が監督を務めていることが決め手になって（台湾メディアの報道では中島からの強いオファーがあったとされる）徳島に入団した。台湾メディアは、台湾球界への復帰が目標と報じている。徳島では53試合に出場、打率.236、24打点、3本塁打の成績でシーズン終了後に退団の意向と報じられた。報道では「台湾と違って試合日程がまちまちだったことや、バスでの長距離移動などでコンディションを整えられず、最後まで調子が上がらなかった」と徳島での選手生活についてコメントしている。2017年1月31日、昨シーズンの契約満了に伴う退団が正式に発表された。退団発表に寄せたコメントで「徳島インディゴソックス球団とは今後も関わりを持っていきます」と記し、時間的余裕のあるときには選手の指導をおこないたいという意向を示した。

### ABL時代
2017年8月28日にオーストラリアン・ベースボールリーグのアデレード・バイトに所属することが発表され、9月13日に入団会見を行った。背番号は49。ABLではシーズン全40試合に出場し、打率.283、4本塁打、26打点の成績を残した。この年チームは最下位に沈んだが、1月27日に行われたシーズン最終戦の最終打席で劇的な満塁ホームランを放った。ベンチに戻る際には目頭を押さえ、チームメイトから熱く祝福を受けた。このプロとして最後の打席、最後の本塁打でチームを大勝へと導き、オーストラリアでのシーズン、また22年間に渡るプロ野球選手生活を終えた。また、この打席はABL公式サイトによるチームのシーズンハイライトに選ばれた。

### 社会人野球時代、引退
2018年2月2日に会見を行い、社会人チームの台湾人寿（台中市成棒隊）へと入団する事が発表された。入団に際してはセレモニーが行われ、現地では台湾での競技復帰が大々的に報道された。また、併せて2018シーズンをもって競技から引退する事を発表した。
9月3日には台湾人寿と日本の独立リーグBASEBALL FIRST LEAGUEとの交流戦が開催され来日、その中で井川慶（前年兵庫ブルーサンダーズに所属）と一打席限定の「レジェンド対決」が執り行われ、右越え二塁打を放った。
9月23日に台湾の台北市立天母野球場にて引退式が開催された。セレモニーでは台湾時代の恩師である徐生明監督の未亡人である謝榮瑤より花束が贈呈され、互いに涙を見せながら競技人生に終止符を打った。

### 引退後
引退後、オーストラリアン・ベースボールリーグのブリスベン・バンディッツよりコーチのオファーを受け、11月よりコーチとしてチームに合流した。また、ABLの2018年 - 19年シーズンに先立ちコーチ研修として横浜DeNAベイスターズ秋季キャンプに参加、指導者としてのキャリアを開始した。2020年からは味全ドラゴンズの打撃コーチに就任し、2024年まで務めた。

## 選手としての特徴
- 台湾球界での通算本塁打数[注釈 1]と打点トップの記録を持つ、台湾球界のトップに君臨するスター選手である。
- 広角に打ち分けるバッティングを得意としている。

## 詳細情報

### 年度別打撃成績
| 年 度      | 球 団      | 試 合 | 打 席 | 打 数 | 得 点 | 安 打 | 二 塁 打 | 三 塁 打 | 本 塁 打 | 塁 打 | 打 点 | 盗 塁 | 盗 塁 死 | 犠 打 | 犠 飛 | 四 球 | 敬 遠 | 死 球 | 三 振 | 併 殺 打 | 打 率 | 出 塁 率 | 長 打 率 | O P S |
| ---------- | ---------- | ----- | ----- | ----- | ----- | ----- | -------- | -------- | -------- | ----- | ----- | ----- | -------- | ----- | ----- | ----- | ----- | ----- | ----- | -------- | ----- | -------- | -------- | ----- |
| 1996       | 味全       | 94    | 349   | 336   | 54    | 112   | 28       | 1        | 16       | 190   | 72    | 7     | 2        | 0     | 1     | 11    | 1     | 1     | 48    | 11       | .333  | .355     | .565     | .921  |
| 1997       | 味全       | 91    | 373   | 338   | 44    | 88    | 14       | 3        | 9        | 135   | 56    | 12    | 3        | 2     | 2     | 26    | 1     | 4     | 54    | 8        | .260  | .319     | .399     | .718  |
| 1998       | 味全       | 103   | 421   | 372   | 63    | 120   | 29       | 4        | 14       | 199   | 78    | 27    | 9        | 0     | 4     | 40    | 6     | 5     | 56    | 5        | .323  | .392     | .535     | .927  |
| 1999       | 味全       | 87    | 366   | 327   | 60    | 105   | 12       | 3        | 17       | 174   | 70    | 18    | 8        | 0     | 2     | 30    | 7     | 7     | 45    | 7        | .321  | .388     | .532     | .920  |
| 2000       | 興農       | 78    | 303   | 280   | 39    | 71    | 10       | 1        | 11       | 116   | 38    | 11    | 3        | 0     | 3     | 16    | 0     | 4     | 38    | 10       | .254  | .300     | .414     | .715  |
| 2001       | 興農       | 79    | 325   | 291   | 50    | 74    | 9        | 1        | 13       | 124   | 53    | 6     | 4        | 0     | 2     | 30    | 2     | 2     | 45    | 7        | .254  | .326     | .426     | .752  |
| 2002       | 興農       | 70    | 279   | 245   | 38    | 66    | 13       | 3        | 10       | 115   | 57    | 3     | 0        | 2     | 3     | 28    | 6     | 1     | 32    | 8        | .269  | .343     | .469     | .812  |
| 2003       | 興農       | 100   | 446   | 396   | 82    | 130   | 21       | 4        | 28       | 243   | 94    | 22    | 8        | 0     | 2     | 46    | 9     | 2     | 65    | 9        | .328  | .399     | .614     | 1.013 |
| 2004       | 興農       | 100   | 426   | 377   | 73    | 127   | 21       | 0        | 21       | 211   | 94    | 14    | 7        | 0     | 3     | 43    | 4     | 3     | 57    | 14       | .337  | .406     | .560     | .966  |
| 2005       | 興農       | 95    | 387   | 348   | 59    | 106   | 12       | 0        | 15       | 163   | 60    | 3     | 5        | 0     | 4     | 28    | 3     | 7     | 54    | 7        | .305  | .364     | .468     | .833  |
| 2006       | 興農       | 100   | 433   | 373   | 62    | 130   | 17       | 0        | 24       | 219   | 72    | 4     | 4        | 0     | 4     | 54    | 13    | 1     | 46    | 6        | .349  | .428     | .587     | 1.015 |
| 2007       | 興農       | 100   | 434   | 402   | 62    | 128   | 19       | 0        | 19       | 204   | 80    | 12    | 1        | 0     | 3     | 22    | 3     | 7     | 55    | 16       | .318  | .362     | .507     | .869  |
| 2008       | 興農       | 82    | 326   | 302   | 46    | 104   | 17       | 1        | 11       | 156   | 65    | 6     | 2        | 0     | 1     | 18    | 3     | 5     | 41    | 14       | .344  | .390     | .517     | .906  |
| 2009       | 興農       | 107   | 436   | 398   | 52    | 119   | 22       | 1        | 17       | 194   | 63    | 2     | 4        | 0     | 5     | 27    | 1     | 6     | 51    | 15       | .299  | .349     | .487     | .836  |
| 2010       | 興農       | 119   | 505   | 453   | 73    | 142   | 23       | 0        | 16       | 213   | 78    | 7     | 10       | 0     | 5     | 39    | 2     | 8     | 42    | 13       | .313  | .374     | .470     | .844  |
| 2011       | 統一       | 118   | 505   | 466   | 58    | 133   | 31       | 2        | 14       | 210   | 74    | 1     | 1        | 0     | 8     | 25    | 0     | 5     | 46    | 29       | .285  | .323     | .451     | .774  |
| 2012       | 統一       | 117   | 490   | 448   | 75    | 149   | 36       | 0        | 17       | 236   | 96    | 2     | 2        | 0     | 5     | 32    | 5     | 5     | 59    | 20       | .333  | .380     | .527     | .906  |
| 2013       | 統一       | 119   | 505   | 470   | 58    | 136   | 31       | 1        | 9        | 196   | 90    | 1     | 1        | 0     | 5     | 26    | 4     | 4     | 53    | 20       | .289  | .329     | .417     | .746  |
| 2014       | 統一       | 57    | 191   | 175   | 15    | 49    | 7        | 0        | 5        | 71    | 28    | 0     | 1        | 0     | 0     | 16    | 0     | 0     | 32    | 6        | .280  | .340     | .406     | .746  |
| 2015       | 統一       | 47    | 175   | 160   | 12    | 45    | 5        | 0        | 3        | 59    | 20    | 0     | 1        | 0     | 2     | 11    | 1     | 1     | 21    | 7        | .281  | .331     | .369     | .700  |
| 通算：20年 | 通算：20年 | 1863  | 7675  | 6957  | 1075  | 2134  | 377      | 25       | 289      | 3428  | 1338  | 158   | 76       | 4     | 64    | 498   | 71    | 78    | 940   | 232      | .307  | .363     | .493     | .856  |

- 各年度の赤太字はリーグ歴代最高、太字はリーグ最高

### タイトル
- 本塁打王：3回（2003年、2004年、2006年）
- 打点王：4回（1999年、2004年、2012年 - 2013年）
- 最多安打：2回（2006年、2010年）
- 最高長打率：1回（2003年）

### 表彰
- 新人王（1996年）
- 最優秀選手：1回（2003年）
- ベストナイン：10回（三塁手部門：1998年 - 2001年、2003年 - 2004年、2006年、2011年 / 指名打者部門：2010年、2012年）
- ゴールデングラブ賞：3回（三塁手部門：1999年 - 2001年）
- 月間MVP：9回（1998年9月、1999年9月・10月、2002年9月、2003年4月、2004年7月、2004年10月、2006年4月、2006年5月、2010年7月）
- 台湾シリーズ優秀選手：1回（2011年）

### 記録
- オールスターゲーム出場：9回（1997年 - 2015年）

### 独立リーグでの打撃成績
| 年 度     | 球 団     | 打 率 | 試 合 | 打 席 | 打 数 | 得 点 | 安 打 | 二 塁 打 | 三 塁 打 | 本 塁 打 | 打 点 | 三 振 | 四 球 | 死 球 | 犠 打 | 犠 飛 | 盗 塁 | 長 打 率 | 出 塁 率 |
| --------- | --------- | ----- | ----- | ----- | ----- | ----- | ----- | -------- | -------- | -------- | ----- | ----- | ----- | ----- | ----- | ----- | ----- | -------- | -------- |
| 2016      | 徳島      | .236  | 53    | 194   | 174   | 10    | 41    | 12       | 0        | 3        | 24    | 24    | 10    | 6     | 0     | 4     | 0     | .356     | .293     |
| 通算：1年 | 通算：1年 | .236  | 53    | 194   | 174   | 10    | 41    | 12       | 0        | 3        | 24    | 24    | 10    | 6     | 0     | 4     | 0     | .356     | .293     |

- 2016年度シーズン終了時

### 背番号
- 49 （1996年 - 2024年）

### 代表歴
- 2004年アテネオリンピック野球チャイニーズタイペイ代表
- 2006 ワールド・ベースボール・クラシック・チャイニーズタイペイ代表
- 2006年アジア競技大会野球チャイニーズタイペイ代表
- 2008年北京オリンピック野球チャイニーズタイペイ代表
- 2010年アジア競技大会野球チャイニーズタイペイ代表